# Guillermo Lora
Guillermo Lora (31 octobre 1922 - 17 mai 2009) était un militant trotskyste bolivien, dirigeant du Parti ouvrier révolutionnaire (Partido Obrero Revolucionario, POR) et auteur d'essais politiques.
Guillermo Lora est l'auteur d'une œuvre considérable consacrée à l’histoire de la Bolivie, et tout particulièrement à l’histoire de ses mouvements ouvriers.